# Kazuto Sakamoto
Kazuto Sakamoto (阪本 一仁 Sakamoto Kazuto?, nacido el 24 de septiembre de 1991 en Kashihara, Nara) es un exfutbolista japonés. Jugaba de centrocampista y su último club fue el FC Osaka de Japón.

## Trayectoria

### Clubes
| Club      | País  | Año         |
| --------- | ----- | ----------- |
| FC Gifu   | Japón | 2010 - 2012 |
| FC Kariya | Japón | 2012        |
| FC Osaka  | Japón | 2013        |

## Estadística de carrera

### J. League
| Club    | Año   | J. League | J. League | Copa J. League | Copa J. League | Total | Total |
| Club    | Año   | Part.     | Goles     | Part.          | Goles          | Part. | Goles |
| ------- | ----- | --------- | --------- | -------------- | -------------- | ----- | ----- |
| FC Gifu | 2010  | 11        | 0         | -              | -              | 11    | 0     |
| FC Gifu | 2011  | 11        | 0         | -              | -              | 11    | 0     |
| FC Gifu | 2012  | 1         | 0         | -              | -              | 1     | 0     |
| Total   | Total | 23        | 0         | 0              | 0              | 23    | 0     |